# Falekvarna socken
Falekvarna var en socken i Vartofta härad i Västergötland. Den ingår nu i Falköpings kommun i den del av Västra Götalands län som tidigare ingick i Skaraborgs län.
Falekvarna kyrkosocken uppgick efter 1680 i Slöta socken, men utgjorde en egen jordebokssocken ända fram till 1890, då den införlivades med Slöta även i jordeboken. Det är osäkert om Falekvarna varit en egen socken under medeltiden, eller om den utbrutits ur Slöta först senare.
Enligt en muntlig tradition, som ej kunnat bekräftas, låg kyrkan strax öster om gården Munkebo, 3 kilometer nordost om Slöta kyrka.